# 東日本大震災復興及び原子力問題特別委員会
東日本大震災復興及び原子力問題特別委員会（ひがしにほんだいしんさいふっこうおよびげんしりょくもんだいとくべついいんかい）は、日本の参議院に第191回国会まで設置されていた特別委員会。国会法第45条の規定に基づき設置されていた。

## 概要
東日本大震災復興及び原子力問題特別委員会は、参議院に置かれていた特別委員会である。衆議院には第183回国会で原子力問題を調査する原子力問題調査特別委員会が設置されたが参議院には原子力問題を調査する委員会は設置されていなかった。しかし第23回参議院議員通常選挙後の第184回国会で参議院にも原子力問題を調査する原子力問題特別委員会が設置された後、第189回国会で東日本大震災復興特別委員会と統合して東日本大震災復興及び原子力問題特別委員会となり、第192回国会で東日本大震災復興特別委員会に改組された。
原子力問題特別委員会は、原子力に関する諸問題の調査を目的に設置されていた。
委員の選任は、すべて議長の指名によって行われる（参議院規則30条1項）。実際には、各議院運営委員会において、各会派の議席数に応じて各委員会の委員の員数も配分され、個別の人事は配分された員数の範囲内で各会派によって行われる。
委員長は、委員の互選（国会法45条）で選任されると定められているが、投票によらないで動議によって選出されることがほとんどである。委員長の選挙は年長者が主催することになっている（参議院規則80条）。事前に各会派間で協議された特別委員長各会派割当てと会派申出の候補者に基づいておこなわれる。なお、委員長に事故があった場合は理事が職務を行うことになっている（参議院規則31条3項）。
理事の選任は委員の互選（参議院規則31条）となっているが、委員会設置以来すべて委員長の指名により行われている。理事の員数および各会派割当ては議院運営委員会で決定した基準により、選挙など会派の構成が大きく変わった際に見直される。

## 参議院

### 組織
参議院東日本大震災復興及び原子力問題特別委員会の員数は40人である（参議院規則78条）。委員長1名、理事8名が選出または指名される。
参議院東日本大震災復興及び原子力問題特別委員会の組織
2016年（平成28年）8月10日現在
- 東日本大震災復興及び原子力問題特別委員長 
  - 桜井充（民進党・新緑風会）

- 理事 
  - 上月良祐、滝波宏文、堀井巌、森まさこ（自由民主党）
  - 大島九州男、風間直樹（民進党・新緑風会）
  - 浜田昌良（公明党）
  - 紙智子（日本共産党）
- 委員 
  - 足立敏之、阿達雅志、愛知治郎、青山繁晴、朝日健太郎、有村治子、上野通子、岡田広、片山さつき、佐藤正久、酒井庸行、髙階恵美子、塚田一郎、林芳正、宮本周司、山田宏（自由民主党）
  - 神本美恵子、古賀之士、徳永エリ、福山哲郎、真山勇一、増子輝彦（民進党・新緑風会）
  - 熊野正士、新妻秀規、若松謙維（公明党）
  - 岩渕友（日本共産党）
  - 東徹、石井苗子（日本維新の会）
  - 山本太郎（希望の会（生活・社会民主党））
  - 薬師寺道代（無所属クラブ）
  - 中野正志（日本のこころを大切にする党）

### 所管事項
参議院原子力問題特別委員会の所管事項は以下の通り。
1. 原子力に関する諸問題の調査

国政調査案件
1. 原子力問題に関する事項